# Lucy d'Abreu
Lucy Victoria d'Abreu (nascida d'Souza; 24 de maio de 1892 – 7 de dezembro de 2005) foi uma supercentenária britânica nascida na Índia que era pessoa viva mais velha do Reino Unido. Ela tornou-se a pessoa viva mais velha da Escócia em junho de 2001, após a morte de Agnes Kinnear e tornou-se a pessoa viva mais velha do Reino Unido em 28 de abril de 2004 após a morte de Gladys Hawley.
Lucy nasceu em uma família católica mangaloreana em Dharwar, Raj britânico. Lucy se casou com Abundius d'Abreu, um cirurgião, e se mudou para a Irlanda em c. 1913. Em 1985, ela se mudou para a Escócia para estar perto de um de seus filhos. Seu marido era um primo da Rainha Mãe, e foi visitada pela Família real britânica em seu 110.º aniversário. 
Após uma queda aos 106 anos de idade, ela mudou-se para o lar de Annfield House em Stirling, onde morreu pacificamente em 7 de dezembro de 2005 aos 113 anos e 197 dias.